# Mor ho! (wiersz)

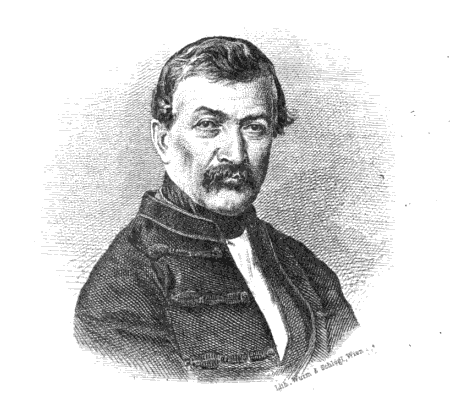
Portret Samo Chalupki, autora Mor ho!

Mor ho! – poemat patriotyczny z epoki romantyzmu napisany przez słowackiego poetę Samo (Samoslava) Chalupkę opublikowany w czasopiśmie Sokol w 1864 roku. Łączy w sobie inspiracje folklorystyczne i historyzm. Wiersz został oparty na książce etnografa i historyka słowackiego, Pavla Josefa Šafaříka pt. „Historia języka i literatury słowiańskiej” z 1826 r. Autor opisał w niej m.in. walkę zbrojną plemienia Sarmatów „Limigantes” z cesarzem rzymskim Konstantynem II, który najechał Panonię w IV wieku.

## Opis
Cesarz Rzymski („cár“) rozbija obóz w Panonii na granicy ze Słowacją. Słowacy wysyłają do cesarza swoich posłańców – odważnych młodych mężczyzn. Cesarzowi zostaje wręczona pokojowy dar chleba i soli od rady starców. Młodzieńcy ostrzegają cesarza, aby nie atakował Słowaków (ponieważ zawsze byli wolni od zwierzchnictwa), mówiąc mu, że Słowacy są gościnni, ale nie poddają się i walczą do końca. Cesarz odrzuca ofertę pokojową i odpowiada, że przybywa, by zniewolić Słowaków. Wtedy słowaccy młodzi mężczyźni zaczynają krzyczeć „Mor ho!” (pol. Niech go zaraza! lub: Uśmierć go!) i ruszają do walki. W walce młodzi mężczyźni umierają z poczuciem, że do końca się nie poddali. W ostatnich scenach cesarz patrzy na pole bitwy i wstydzi się być szczęśliwy z powodu porażki młodych mężczyzn ze strony przeciwnika, ponieważ zginęło także wielu jego żołnierzy.

## Charakterystyka
Wiersz w romantyczny sposób wyraża ducha demokracji i głębokiego patriotyzmu. Główny nacisk kładziony jest na dwie przeciwstawne idee i dwa różne światy: pragnienie pokoju, wolności i równości w ich pięknej krainie z dumnymi obywatelami, zestawione z przemocą, zniewoleniem i agresją. Słowacy poświęcają swoje życie w imię szlachetnych marzeń i są moralnymi zwycięzcami; z drugiej strony Rzymianie wstydzą się jak niewolnicy.
Chalupka wybrał formę literatury ludowej, języka i wiersza sylabicznego, aby podkreślić ducha poezji należącej do wszystkich.

## Recepcja utworu
Wolnościowa poezja Samuela Chalupki wspierała Słowaków w ich wybijaniu się na niepodległość, w trudnych okresach historii narodu. M.in. 1 maja 1939 słowacka młodzież wydała bojową odezwę zakończoną ostatnim wersem poematu. Z kolei w czasie słowackiego powstania narodowego w 1944 r., ukazywało się czasopismo pt. Mor ho! W tym samym okresie Niezależna Słowacka Radiostacja rozpoczynała swoje audycje od wersów z poematu Chalupki: Mówi wolne radio słowackie, mor ho, hoj, mor ho...